# Stefan Sulzer
Stefan Sulzer (* 2. März 2000 in Rottenmann) ist ein österreichischer Fußballspieler.

## Karriere

### Verein
Sulzer begann seine Karriere beim SV Stainach. 2013 spielte er kurzzeitig beim SC Liezen. 2014 kam er in die Akademie des FK Austria Wien, in der er in Folge sämtliche Altersklassen durchlief.
Zur Saison 2018/19 rückte er in den Kader der Zweitmannschaft der Austria. Sein Debüt in der 2. Liga gab er im Juli 2018, als er am ersten Spieltag jener Saison gegen die Kapfenberger SV in der Startelf stand und in der 55. Minute durch Lukas Prokop ersetzt wurde. Nach der Saison 2018/19 verließ er die Austria und kehrte zum viertklassigen SC Liezen zurück, für den er bereits in seiner Jugend gespielt hatte.
Nach 14 Einsätzen für Liezen in der Landesliga wechselte er zur Saison 2020/21 zum Zweitligisten SV Lafnitz. Für Lafnitz kam er zu 14 Zweitligaeinsätzen, primär spielte er aber für die Amateure in der Landesliga, bei denen er 57 Mal zum Einsatz kam. Zur Saison 2023/24 schloss Sulzer sich dem Regionalligisten ASK Voitsberg an. Für Voitsberg kam er in jener Saison zu 28 Einsätzen in der Regionalliga, mit dem Verein stieg er zu Saisonende in die 2. Liga auf. In der zweithöchsten Spielklasse kam der Angreifer in der Saison 2024/25 nur noch dreimal zum Einsatz, Voitsberg stieg direkt wieder ab.
Zur Saison 2025/26 wechselte Sulzer daraufhin zum viertklassigen ASK Köflach.

### Nationalmannschaft
Sulzer spielte im November 2014 erstmals für Österreichs U-15-Auswahl. Im April 2016 kam er gegen Litauen erstmals in der U-16-Mannschaft zum Einsatz.